# Comercial Futebol Clube (Ribeirão Preto)
Il Comercial Futebol Clube, meglio noto come Comercial de Ribeirão Preto o semplicemente come Comercial, è una società calcistica brasiliana con sede nella città di Ribeirão Preto, nello stato di San Paolo.

## Storia
Il 10 ottobre 1911, alcuni proprietari di imprese di Ribeirão Preto fondarono il Commercial Football Club e il club divenne presto molto ricco. L'Estádio da Rua Tibiriçá fu uno dei primi stadi in Brasile a ricevere l'erba, perché i tifosi del club si lamentavano della polvere nell'aria durante le partite. Nel 1936, il club ha vissuto una crisi finanziaria e il reparto di calcio venne chiuso. Nel 1956, il Commercial si fuse col Paineiras e divenne Comercial Football Club, partecipando alla seconda divisione del Campionato Paulista nello stesso anno.
Nel 1958, il Comercial ha vinto il suo primo titolo, che è stato il Campeonato Paulista Série A2, dopo aver sconfitto il Corinthians di Presidente Prudente in finale. Il club venne così promosso nella massima divisione statale dell'anno successivo.
Nel 1978, il club ha partecipato al Campeonato Brasileiro Série A per la prima volta. Il club ha terminato al 42º posto.
Nel 1979, il club ha partecipato al Campeonato Brasileiro Série A per la seconda volta. Il club ha terminato al 14º posto, davanti a club come Grêmio, Fluminense e Botafogo.

## Palmarès

### Competizioni statali
- Campeonato Paulista Série A2: 1

1958